# Mullaghmeen
Mullaghmeen (irisch An Mullach Mín, dt. glatte Hügelkuppe) ist zwar nur 258 m hoch, damit aber trotzdem die höchste Erhebung im County Westmeath in Irland.
Die Gegend wurde in den letzten Jahren von der irischen Forstbehörde Coillte hauptsächlich mit Buchen bepflanzt und ist damit der größte angepflanzte Buchenwald in Irland. Daneben gibt es besonders noch Sitka-Fichten und Edel-Tannen, aber auch einheimische Baumarten.

Es wurden Wanderwege angelegt, so dass man mancherorts schöne Aussichten auf das benachbarte County Cavan und den Lough Sheelin hat.

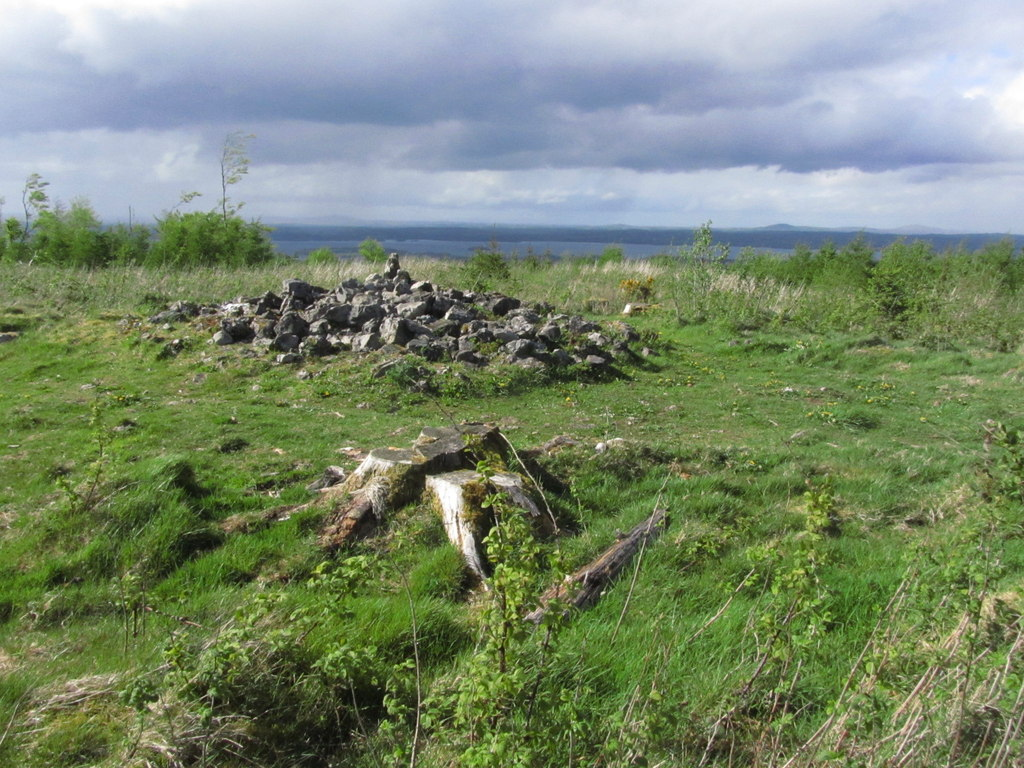
Gipfel des Mullaghmeen Hill

Am höchsten Punkt befindet sich ein Cairn. Hierbei ist aber unklar, ob es sich dabei um einen im 19. Jahrhundert von Ordnance Survey Ireland errichteten Steinhügel handelt oder ob diese einen prähistorischen Cairn benutzten. Im 17.- und 18. Jahrhundert wurden hier Messen abgehalten.